# Uniwersytet Óbuda
Uniwersytet Óbuda (Óbudai Egyetem) – węgierska publiczna szkoła wyższa z siedzibą w Budapeszcie.

## Historia
Uczelnia została utworzona w 2000 roku poprzez połączenie trzech szkół technicznych działających w Budapeszcie: Kolegium Technicznego im. Donáta Bánki (Bánki Donát Műszaki Főiskola),  Kolegium Technicznego im. Kálmána Kandó (Kandó Kálmán Műszaki Főiskola) oraz Kolegium Technicznego Przemysłu Lekkiego (Könnyűipari Műszaki Főiskola). Początkowo nosiła nazwę Budapeszteńskie Kolegium Techniczne (Budapesti Műszaki Főiskola), a w 2010 roku zyskała rangę uniwersytetu technicznego i przyjęła nazwę Uniwersytet Óbuda (od nazwy dzielnicy Budapesztu Óbuda).
Uniwersytet nawiązuje do tradycji założonej w 1879 roku Królewskiej Państwowej Wyższej Szkoły Zawodowej, a także do uniwersytetu założonego w Óbudzie w 1410 roku.

## Struktura organizacyjna
W skład uczelni wchodzą następujące jednostki organizacyjne:
- Wydział Techniczny Alba Regia w Székesfehérvárze
- Wydział Inżynierii Mechanicznej i Bezpieczeństwa (patron Donát Bánki)
- Wydział Elektrotechniki (patron Kálmán Kandó)
- Wydział Biznesu i Zarządzania (patron Károly Keleti)
- Wydział Informatyki (patron John von Neumann)
- Wydział Przemysłu Lekkiego i Inżynierii Ochrony Środowiska (patron Sándor Rejtő)
- Centrum Edukacji Inżynieryjnej (patron Ágoston Trefort)
- Studium Doktoranckie Informatyki Stosowanej i Matematyki Stosowanej
- Studium Doktoranckie Badań i Technologii Materiałowych
- Studium Doktoranckie Bezpieczeństwa.